# میدگارد
میدگارد یا سرزمین میانه (به زبان نروژی باستان: Miðgarðr) در اساطیر اسکاندیناوی، یکی از نه بخش جهان در کیهان‌شناسی نورس و سرزمین و اقامت‌گاه انسان‌ها است. میدگارد تنها سرزمین قابل مشاهده در بین نه جهان بود. بر طبق افسانه‌ها، میدگارد از به هم پیوستن اندام یمیر، اولین مخلوق اساطیر اسکاندیناوی پس از کشته شدنش توسط اودین و برادرانش به منظور محافظت از بشریت در مقابل غول‌ها درست شده‌است. ایزدان با حمل پیکر عظیم‌الجثه او به داخل گینونگاگپ، زمین را از گوشت تن و صخره‌ها را از استخوانش پدیدآوردند. آن‌ها تخته سنگ‌ها و قلوه سنگ‌ها را از دندان‌ها و استخوان‌پاره‌های تن او پدیدآوردند، خونش را به دریاچه‌ها و دریا، جمجمه‌اش را به آسمان فراز زمین بدل کردند و از چهار سو، چهار کوتوله (شمال، جنوب، شرق و غرب) در هر سمت گماردند تا جهان را نگه دارند. آن‌ها گیاهان و درختان را از موی یمیر برآوردند و مغز او را بر آسمان پاشیدند تا ابرها را پدیدآورد و در انتها از ابروهایش میدگارد، سرزمین انسان‌ها را خلق کردند.
میدگارد یکی از جهان‌های میانی در ایگدراسیل به‌شمار می‌رفت و در زیر آسگارد، اقامتگاه ایزدان جنگاور اسکاندیناوی قرار دارد و در نیمه‌راه از شمال مابین نیفل‌هایم، سرزمین یخ و در جنوب آن موسپل‌هایم، منطقه آتش قرار گرفته بود. میدگارد و آسگارد بوسیلهٔ پل رنگین‌کمان بیفروست به یکدیگر متصل هستند. میدگارد توسط اقیانوس عظیم صعب‌العبوری احاطه شده بود. در داخل آب‌های این اقیانوس ماری عظیم‌الجثه به نام یورمونگاند زندگی می‌کرد. این مار آنچنان رشد کرده و بزرگ شد، که دورتادور زمین را گرفت و سرش به دمش رسید.